# Eumonhystera filiformis
Eumonhystera filiformis är en rundmaskart. Eumonhystera filiformis ingår i släktet Eumonhystera, och familjen Monhysteridae. Arten är reproducerande i Sverige.